# Рейнольдс, Дебби
Мэри Фрэнсис «Дебби» Рейнольдс (англ. Mary Frances "Debbie" Reynolds, 1 апреля 1932, Эль-Пасо, Техас — 28 декабря 2016, Лос-Анджелес, Калифорния) — американская актриса и певица. Долгая и успешная карьера в кино Рейнольдс была отмечена наградой имени Джина Хершолта в 2016 году.

## Биография

### Карьера
Дебби Рейнольдс родилась 1 апреля 1932 года в семье Максин (урожд. Харман 1913—1999) и Реймонда Фрэнсиса Рейнольдса (1903—1986), плотника на Южной железной дороге. В юности она участвовала в скаутском движении, где была лидером отряда. В 1939 году её семья переехала в калифорнийский город Бербанк, где она обучалась в средней школе им. Джона Борроуза. В шестнадцатилетнем возрасте Рейнольдс победила на конкурсе красоты Мисс Бербанк и вскоре после этого компания Warner Brothers предложила ей свой контракт для съёмок в кино.
В кино в основном снималась в комедиях, наиболее знаменитой из которых стала «Поющие под дождём», в которой она также выступила как блестящая танцовщица и (отчасти) как певица. В 1951 году её песня «Aba Daba Honeymoon» попала в музыкальный хит-парад под третьим номером. Её последующими знаменитыми песнями стали «Tammy», которая в 1957 году в течение пяти недель занимала первую позицию в «Billboard pop charts», «A Very Special Love» в 1958 году и «Am I That Easy to Forget» в 1959 году.
Её успешными киноролями также стали Молли Браун в экранизации мюзикла «Непотопляемая Молли Браун» (1964), принёсшая ей номинацию на «Оскар», сестра Энн в «Поющей монахине» (1966) и Барбара Хармон в «Разводе по-американски» (1967).
В 1969 году она выступила ведущей собственного одноимённого телевизионного шоу, за роль в котором в 1970 году она была номинирована на премию «Золотой глобус». Несмотря на это год спустя шоу было закрыто. Второй раз на «Золотой глобус» её номинировали в 1996 году за роль Беатрис Харрисон в фильме «Мать».
С 1999 по 2006 год исполняла роль Бобби Адлер, мать Грейс, в телесериале «Уилл и Грейс». Она также сыграла роль Агаты Кромвелл в ряде телевизионных диснеевских фильмов «Город Хеллоуин».
В ноябре 2006 года актриса получила награду «За достижения всей жизни» в калифорнийском университете Чэпмен, а в мае 2007 года она была удостоена почётной премии доктора гуманитарных наук в Невадском университете. В январе 2015 года Рейнольдс вручена почётная премия Гильдии киноактёров США за жизненный вклад в мировое киноискусство.
До конца жизни оставалась одной из немногих актрис «золотого века американского кино», которые продолжали сниматься. Несколько раз упоминается в фильме «Страх и ненависть в Лас-Вегасе» — её концерт посещают главные герои, в саундтреке звучит её песня «Tammy».

### Личная жизнь
Дебби Рейнольдс трижды была замужем. В 1955 году она вышла замуж за певца Эдди Фишера, от которого родила сына Тодда и дочь Кэрри Фишер (1956—2016), ставшую актрисой и получившую известность благодаря роли принцессы Леи в киноэпопее Джорджа Лукаса «Звёздные войны». Рейнольдс и Фишер развелись в 1959 году после громкого скандала, связанного с романом Фишера и Элизабет Тейлор.
С 1960 по 1973 год была замужем за миллионером Гарри Карлом, с которым рассталась из-за его банкротства и крупных финансовых долгов. Её третьим мужем, за которого она вышла в 1984 году, был агент по торговле недвижимостью Ричард Хамлетт. Они совместно приобрели небольшой отель и казино в Лас-Вегасе, но со временем их совместный бизнес стал прогорать, что в конечном счёте привело к их разводу, а позже и к банкротству этого дела.
Рейнольдс жила в Лос-Анджелесе по-соседству с дочерью Кэрри и внучкой Билли. Сложным отношениям с матерью был посвящён автобиографический роман Кэрри «Открытки с края света», по которому Майк Николс в 1991 году снял одноимённый фильм с Мерил Стрип и Ширли Маклейн в ролях дочери и матери, соответственно.

### Смерть
Дебби Рейнольдс умерла 28 декабря 2016 года, на следующий день после смерти своей дочери Кэрри Фишер. Ранее в тот же день она перенесла инсульт. Ей стало плохо, когда она вместе с сыном занималась подготовкой к похоронам дочери.

## Избранная фильмография

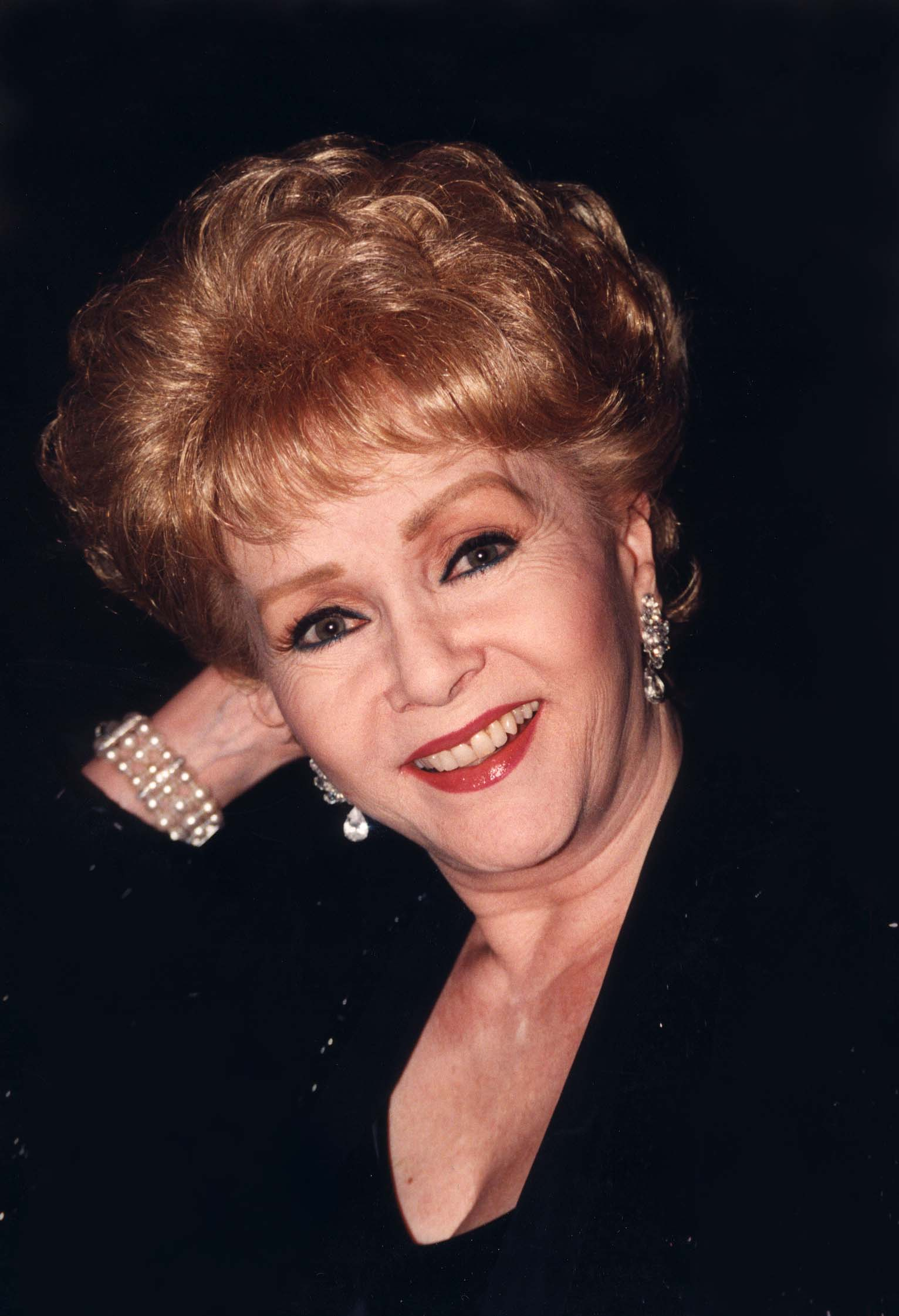
Дебби Рейнольдс в 1998 году

| Год  |    | Русское название                       | Оригинальное название               | Роль                  |
| ---- | -- | -------------------------------------- | ----------------------------------- | --------------------- |
| 1950 | ф  | Три маленьких слова                    | Three Little Words                  | Хэлен Кейн            |
| 1952 | ф  | Поющие под дождём                      | Singin' in the Rain                 | Кэти Селден           |
| 1953 | ф  | Я люблю Мелвина                        | I Love Melvin                       | Джуди Шнайдер / Лерой |
| 1954 | ф  | Здесь спала Сьюзен                     | Susan Slept Here                    | Сьюзен                |
| 1955 | ф  | Нежная ловушка                         | The Tender Trap                     | Джули Гиллис          |
| 1956 | ф  | Свадебный подарок, или Всё как у людей | The Catered Affair                  | Джейн Херли           |
| 1962 | ф  | Как был завоёван Запад                 | How The West Was Won                | Лилит Прескотт        |
| 1960 | ф  | Мышиная возня                          | The Rat Race                        | Пэгги Браун           |
| 1964 | ф  | Непотопляемая Молли Браун              | The Unsinkable Molly Brown          | Молли Браун           |
| 1966 | ф  | Поющая монахиня                        | The Singing Nun                     | сестра Энн            |
| 1967 | ф  | Развод по-американски                  | Divorce American Style              | Барбара Хармон        |
| 1971 | ф  | Что случилось с Элен?                  | What's the Matter with Helen?       | Аделл Бракнер         |
| 1973 | мф | Паутина Шарлотты                       | Charlotte's Web                     | Шарлотта              |
| 1992 | ф  | Телохранитель                          | The Bodyguard                       | в роли самой себя     |
| 1992 | тф | Ради ребёнка                           | Battling for Baby                   | Хелен                 |
| 1993 | ф  | Небо и Земля                           | Heaven & Earth                      | Юджиния               |
| 1996 | ф  | Мать                                   | Mother                              | Беатрис Харрисон      |
| 1998 | тф | Хэллоуинтаун                           | Halloweentown                       | Агги Кромвелл, ведьма |
| 2001 | тф | Хэллоуинтаун 2: Месть Калабара         | Halloweentown II: Kalabar's Revenge | Агги Кромвелл, ведьма |
| 2001 | тф | Старые клячи по-американски            | These Old Broads                    | Пайпер Грейсон        |
| 2004 | ф  | В шоу только девушки                   | Connie and Carla                    | в роли самой себя     |
| 2006 | тф | Возвращение в Хэллоуинтаун             | Return to Halloweentown             | Агги Кромвелл, ведьма |
| 2012 | ф  | Очень опасная штучка                   | One for the Money                   | бабушка Мазур         |
| 2013 | ф  | За канделябрами                        | Behind the Candelabra               | Фрэнсис Либераче      |